# Nguyễn Lộc
Nguyễn Lộc (Thạch Thất, 24 aprile 1912 – Ho Chi Minh, 29 aprile 1960) è stato un artista marziale vietnamita, maestro fondatore del Vovinam việt võ Dạo.
In quel periodo la situazione delle arti marziali in Vietnam non era ben definita, c'erano tante scuole che seguivano degli stili di famiglia ma nulla di ben codificato, e anche il Maestro studiò il Vo Thuat (arte marziale) seguendo questa strada. Dopo qualche anno il Maestro si rese conto di non sentirsi soddisfatto e nel 1930 decise di incominciare a girare il Vietnam per rendersi conto quali fossero le realtà marziali all'interno del suo paese. La sua idea era di unificare il Vo Thuat, creare qualcosa che potesse dare inizio ad una ampia diffusione a livello nazionale e magari anche mondiale.
Il Maestro sintetizzò tutto ciò che apprese in questi anni, e nel 1938 ad Hanoi creò il primo programma tecnico. Il Vat (lotta tradizionale vietnamita) fu un elemento fondamentale della sintesi. Ngyuen Loc diede a questa sintesi marziale il nome di Vo Viet Nam (arte marziale vietnamita), che fu semplificato in Vovinam. Per vari problemi politici, nel 1954, quando a Ginevra si decise di dividere il Vietnam in due parti, il Maestro decise di trasferirsi al sud nella città di Saigon, e da lì incominciò il vero lavoro di sviluppo del Vovinam. Il Maestro in quegli anni si ammalò fortemente e ebbe molti problemi nell'insegnare, così lasciò buona parte del suo lavoro al suo allievo più anziano e più vicino a lui, il Maestro Le Sang. Il 29 aprile del 1960 (4º giorno del IV mese lunare dell'anno del topo) Nguyen Loc muore lasciando in eredità tutto il suo sapere sul nuovo stile al suo migliore allievo, il Gran Maestro Le Sang.
Ogni anno, nel mese di aprile, la comunità del Vovinam Viet Vo Dao ricorda il Maestro Fondatore con una cerimonia di Commemorazione.